# Landgoed Ockenburgh
Landgoed Ockenburgh is een voormalig landgoed met buitenhuis in de gemeente Den Haag. Het ligt iets ten westen van de kern van Loosduinen, op korte afstand van de kust. Het is vrij toegankelijk; de oprijlaan begint bij de Monsterseweg. Sinds 1990 maakt het landgoed deel uit van het beschermd natuurmonument Solleveld. Het is een onderdeel van Nationaal Park Hollandse Duinen.

## Voorgeschiedenis
Uit opgravingen blijkt dat er al in de bronstijd mensen in het gebied woonden. In de tweede eeuw was er een klein Romeins fort met nederzetting, de Vicus van Ockenburgh. Bij het fort zijn resten van paardengraven gevonden, en in 2014 werd er een Romeins masker en een godenbeeldje ontdekt. Langs Ockenburgh liep in de Romeinse tijd een weg van de Rijnmond naar de Maasmond. Een deel daarvan is aangegeven op de kaart die in 1712 door de landmeters Nicolaus en Jakob Cruquius werd vervaardigd van Hoogheemraadschap van Delfland.

## Landgoed

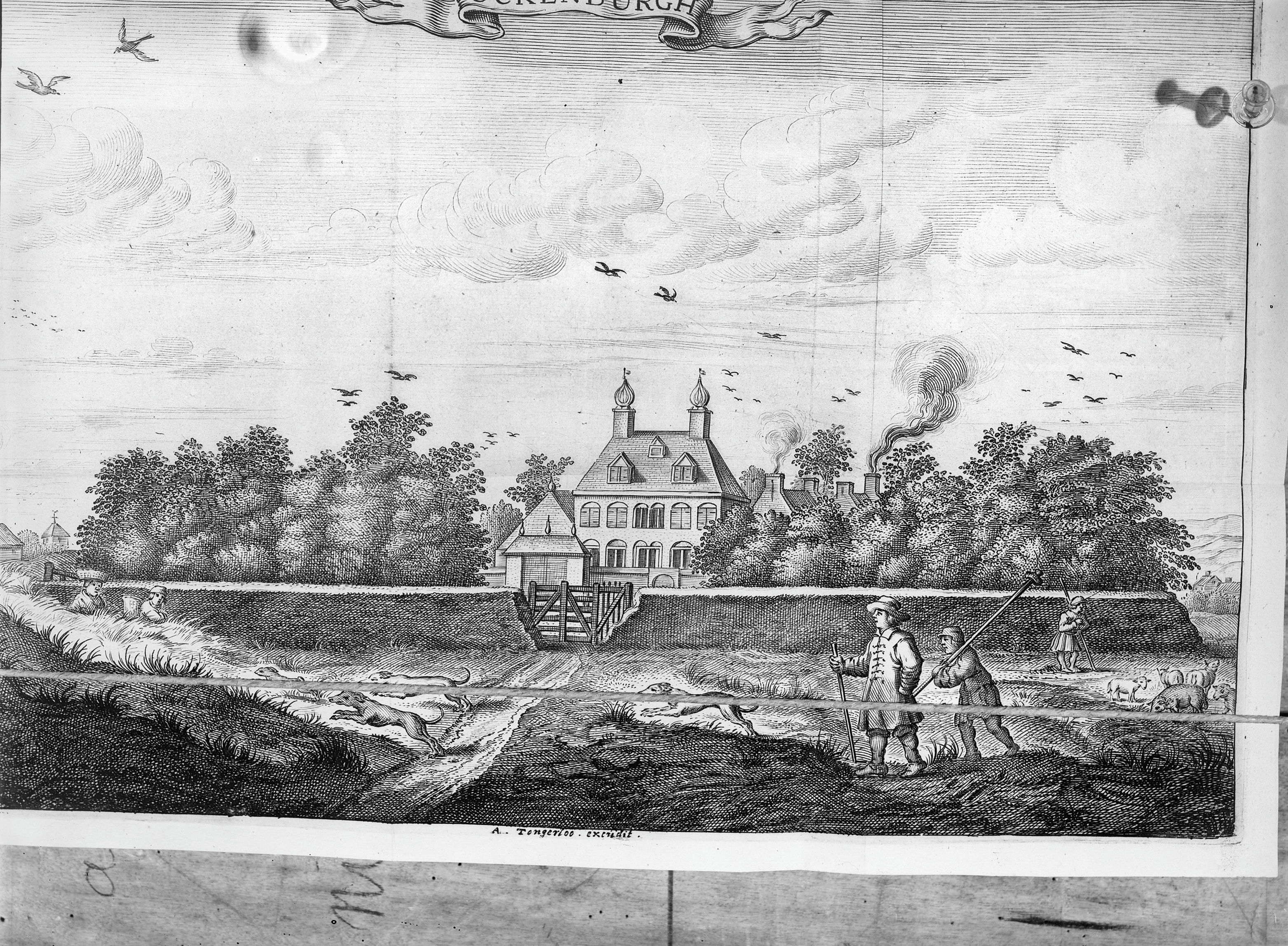
Het landhuis rond 1650.

Vanaf 1638 bracht de dichter en medicus Jacob Westerbaen het woeste duinlandschap ten zuiden van Den Haag in cultuur en liet huis Ockenburgh bouwen, dat hij in 1652 betrok. Daarvoor woonde hij met zijn echtgenote op landgoed Westkamp. Het landhuis werd in 1851 in neoclassicistische stijl herbouwd en vervolgens in 1889 aangepast.
Het landgoed werd in de formele classicistische landschapsstijl ingericht. Rond 1840 werd de formele tuin veranderd volgens de  Engelse landschapsstijl. Sinds 1889 is de indeling niet meer aangepast. In 1898 werd de buitenplaats verkocht aan notaris Solko van den Bergh. Later werd het samengevoegd met het aangrenzende Landgoed Santvoort.

### Oorlogsjaren
Tijdens de Eerste Wereldoorlog waren 1500 Belgische militairen geïnterneerd op het landgoed. In 1919 werd Vliegveld Ockenburg aangelegd. Het landgoed werd in 1931 door de gemeente Den Haag aangekocht en voor het publiek opengesteld.
Vanaf 1938 werden uit Duitsland en Oostenrijk gevluchte Joodse kinderen op het landgoed gehuisvest.
Bij de Duitse aanval op Nederland in 1940 is zwaar gevochten om het vliegveld. In 1944 werd op het landgoed een basis voor V2-raketteningericht. Deze werden vooral afgeschoten op Londen en Antwerpen, waar ze veel schade veroorzaakten.

### Na 1945
Sinds 1954 is er op Ockenburgh een camping. Het landhuis werd als jeugdherberg in gebruik genomen en kreeg in de jaren zeventig een grote aanbouw, een moderne constructie van staal en glas ontworpen door Frank van Klingeren. In 1996 werd de jeugdherberg gesloten, en in 2011 werd de aanbouw verwijderd en opgeslagen om elders te worden herbouwd. In de jaren negentig is op een deel van de camping een bungalowpark gebouwd.
Vanaf 2016 werd het landhuis uitwendig gerenoveerd, en in 2020 werd het na een grondige restauratie opgeleverd. Sinds 2018 is het eigendom van de Stichting tot behoud van de Historische Buitenplaats Ockenburgh (SHBO).

## Hyacintenbos
Het Santvoortsche Bosch, dat deel uitmaakte van Landgoed Santvoort, staat bekend als het Hyacintenbos. De ingang is aan de Monsterseweg. In april bloeien er boshyacinten die zich over een grote oppervlakte hebben verspreid. Enkele weken later staan het lelietje-van-dalen en de salomonszegel in bloei. Ook groeien er rhododendrons en zijn er hakhout rabatten die de 'Wallen van Santvoort' genoemd worden. In 2002 is het Hyacintenbos overgedragen aan de Stichting Het Zuid-Hollands Landschap. Het gebied is vrij toegankelijk voor bewandeling.

## Afbeeldingen

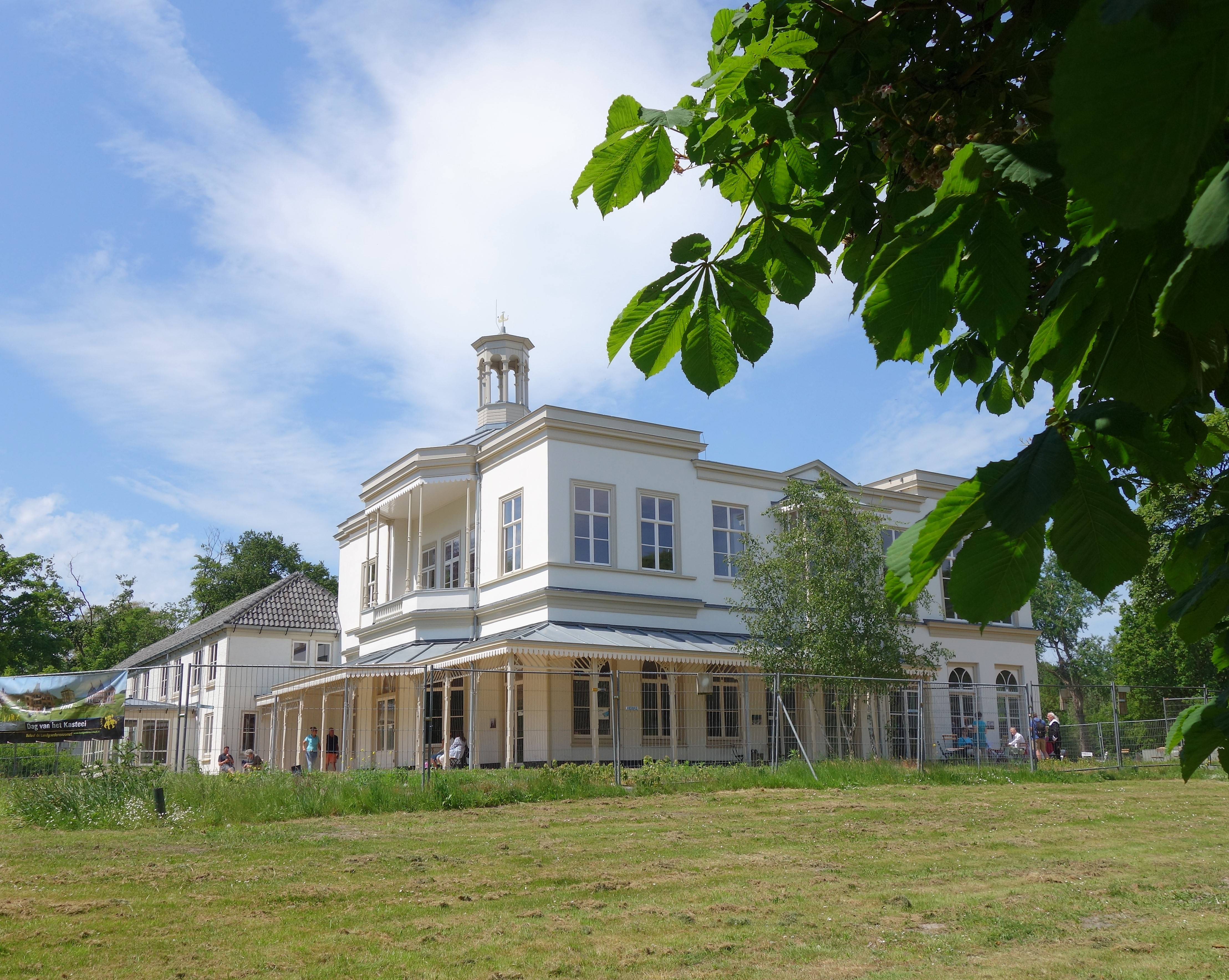
Landgoed Ockenburgh, 2018
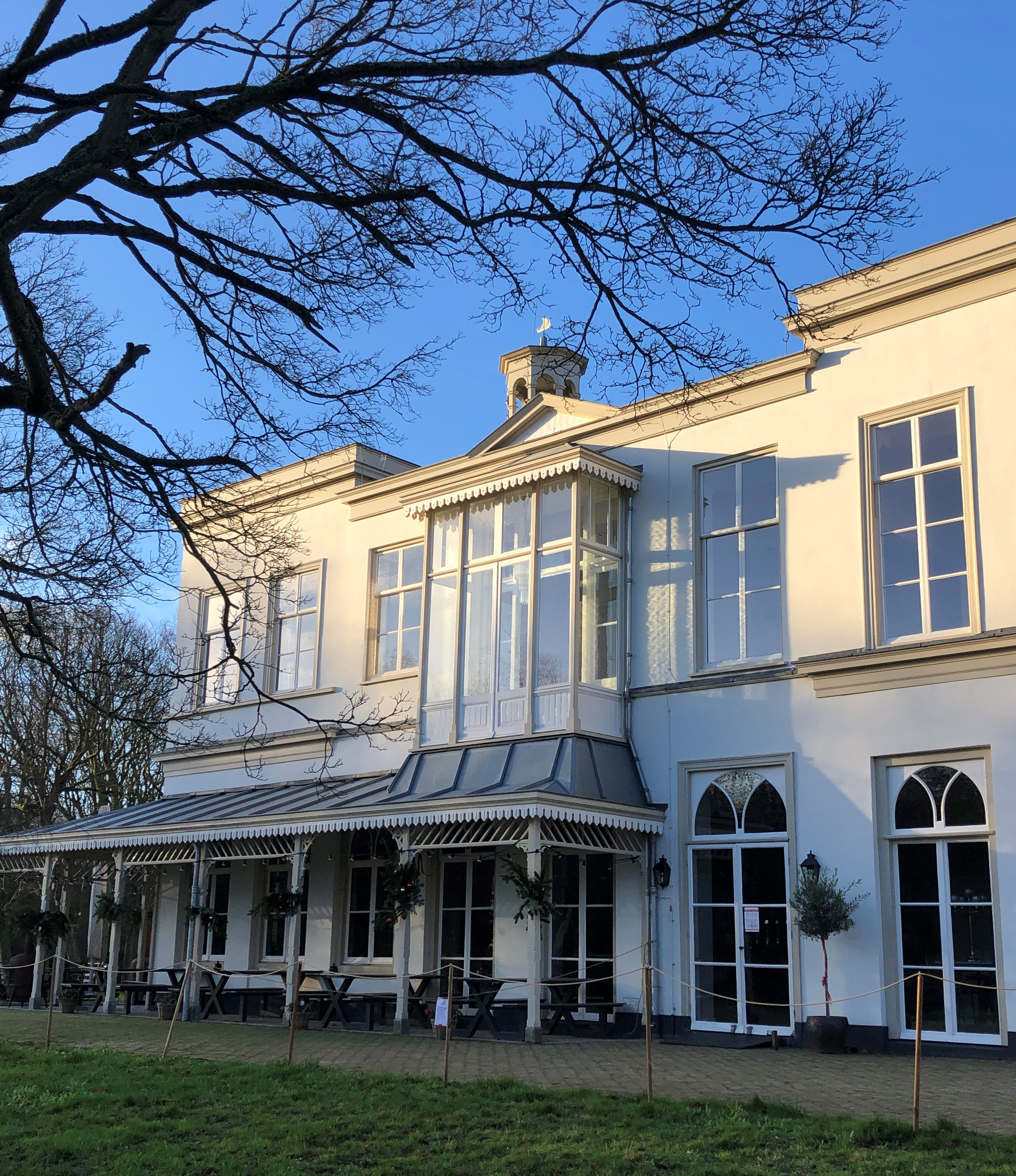
Zijgevel Buitenplaats Ockenburgh, Kerstmis 2020
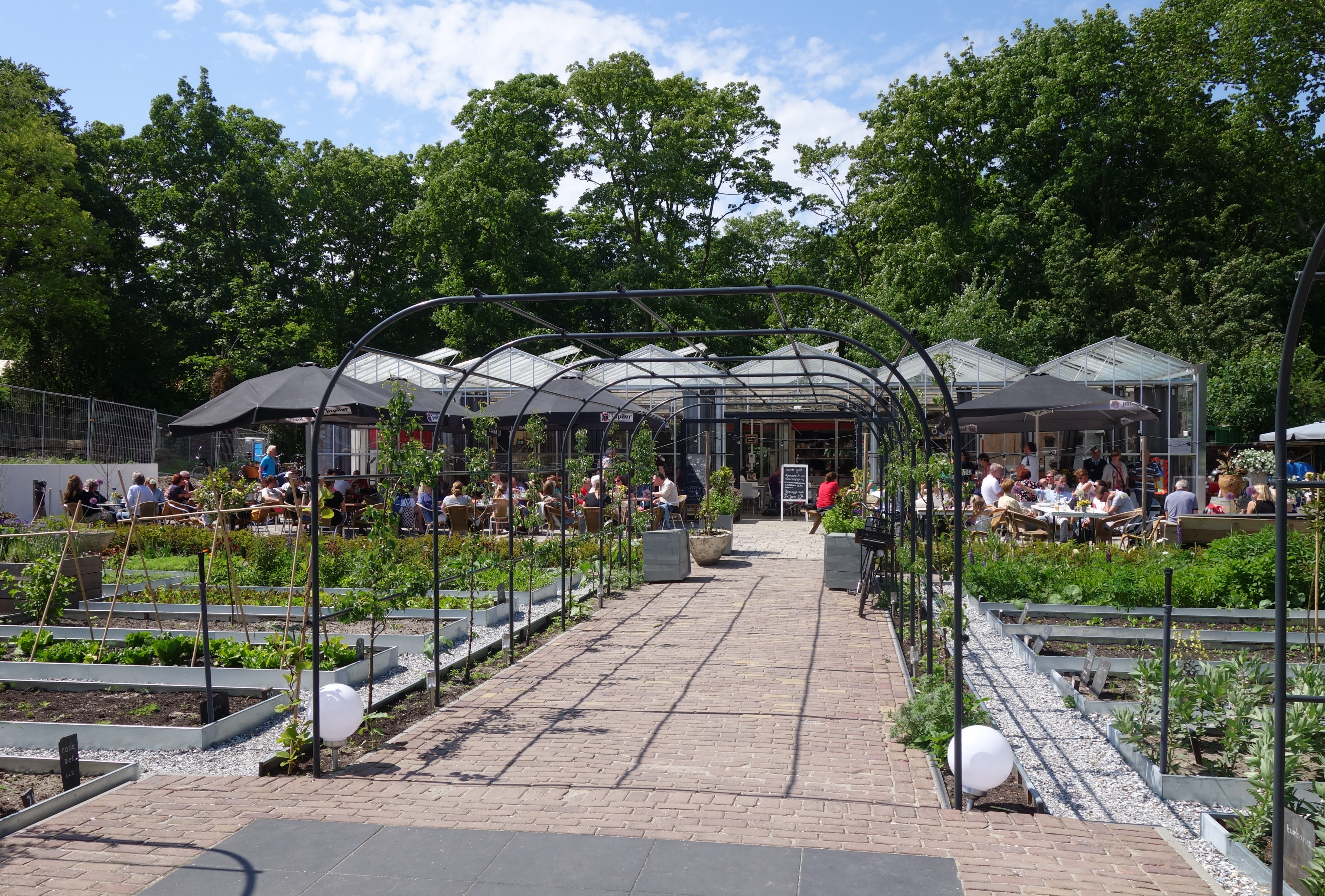
Kasserie en moestuin, 2018
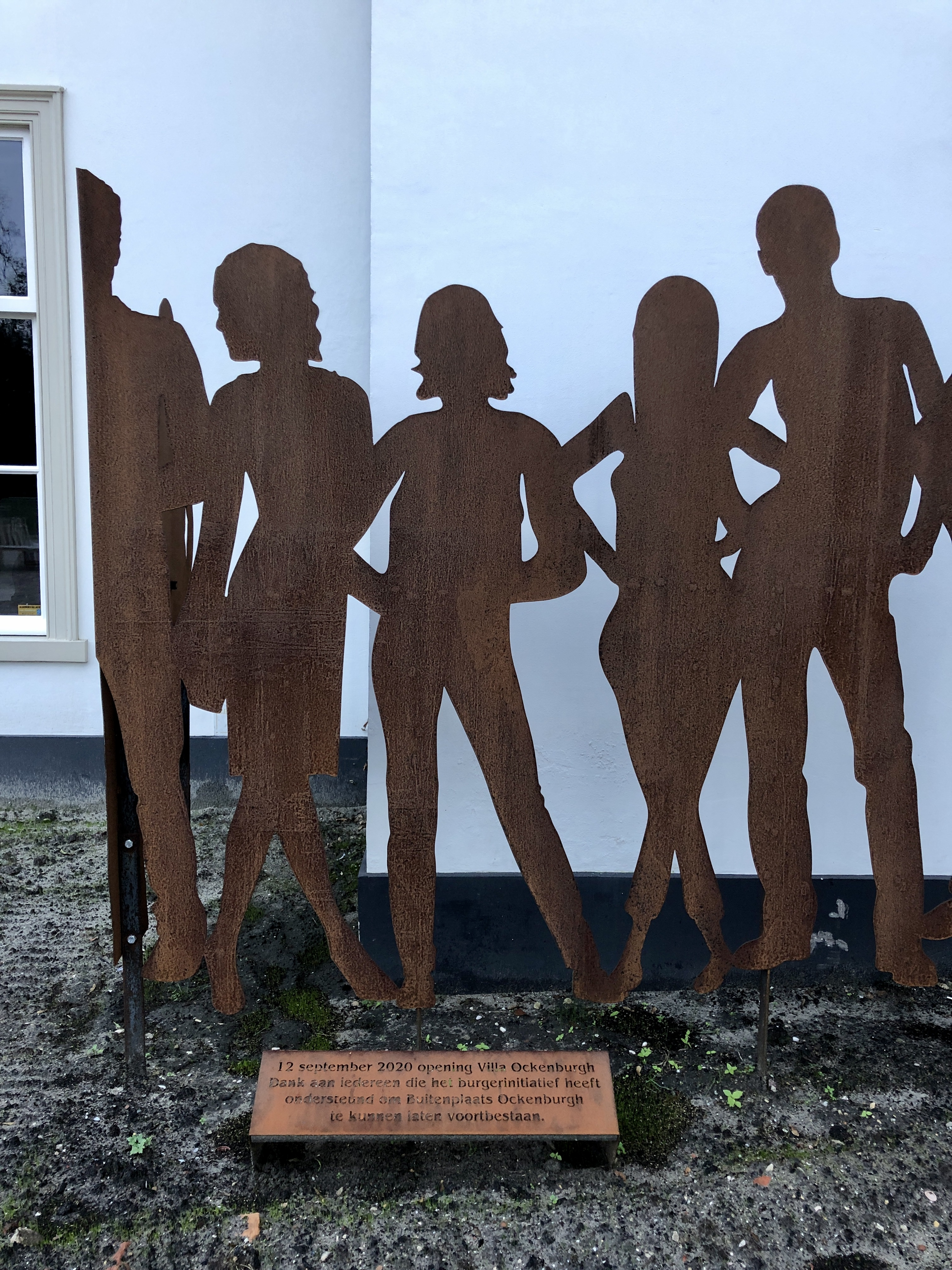
Kunstwerk burgerparticipatie buitenplaats Ockenburgh, 2020